# Drętwowate
Drętwowate (Torpedinidae) – rodzina morskich ryb chrzęstnoszkieletowych z rzędu drętwokształtnych (Torpediniformes).

## Występowanie
Ocean Indyjski, Ocean Atlantycki, Morze Śródziemne i Ocean Spokojny, głównie w strefie litoralu.

## Cechy charakterystyczne
Ciało tworzy okrągły dysk. Oczy uwstecznione, małe, niektóre gatunki są całkowicie ślepe. Skóra miękka i luźna, bez łusek, jaskrawo ubarwiona. Dwie płetwy grzbietowe. Dobrze rozwinięta płetwa ogonowa. Po bokach głowy umieszczone są dwa narządy elektryczne, wytwarzające napięcie sięgające u największych osobników powyżej 200 V. Drętwowate osiągają długość od kilkunastu (Torpedo bauchotae) do 180 cm (Tetronarce nobiliana) i masę kilkudziesięciu kilogramów.
Drętwy są często jaskrawo ubarwione, zwykle z ciemniejszymi plamami na grzbiecie. Prowadzą przydenny tryb życia częściowo zakopane w piasku lub mule, zwykle pojedynczo. Zjadają bezkręgowce i małe ryby. Narządy elektryczne służą prawdopodobnie do elektrolokacji, polowania i obrony. Starożytni Rzymianie wykorzystywali małe drętwy jako środek przeciwbólowy. Wspomina o tym rzymski pisarz Plutarch, który 2 tysiące lat temu opisał zabieg, do którego wykorzystywano drętwy. Chorą osobę zawożono na plażę, gdzie nogi chorego układano na rybie. Wytwarzany przez drętwę impuls elektryczny uśmierzał ból.

## Klasyfikacja
Do rodziny zaliczane są następujące rodzaje:
- Tetronarce Gill, 1862
- Torpedo Duméril, 1805